# Грибин, Владимир Георгиевич
Владимир Георгиевич Грибин (род. 20 марта 1948) — специалист в области паровых и газовых турбин. Доктор технических наук, профессор, заведующий кафедрой «Паровых и газовых турбин» Московского энергетического института (МЭИ ТУ).

## Биография
Владимир Георгиевич Грибин родился 20 марта 1948 года. 
В 1972 году окончил Московский энергетический институт по специальности «Турбиностроение». Был распределен для работы на выпускающей кафедре «Паровых и газовых турбин» (ПГТ) Института Энергомашиностроения и механики МЭИ.
В 1984 году Владимир Георгиевич защитил кандидатскую диссертацию на тему: «Разработка методов повышения эффективности диффузорных элементов проточной части турбомашины». Его научным руководителем был доктор технических наук, профессор МЭИ Зарянкин А. Е.
В дальнейшем Владимир Георгиевич продолжил вести научно-исследовательскую работу в области теории «Диффузорных течений». Проблемы взаимодействия движущихся сред с обтекаемыми поверхностями стали основой его диссертации на соискание ученой степени доктора технических наук. В 2002 году защитил докторскую диссертацию. Получил ученую степень доктора технических наук и звание профессора. Был избран на должность заведующего кафедрой «Паровых и газовых турбин», которой и руководит до настоящего времени.
Область научных интересов: гидрогазодинамика, Механика жидкости и газатечения, течения в двухфазных средах.
Владимир Георгиевич Грибин совмещает должность заведующего кафедрой с научной, учебной и общественной деятельностью. Он имеет 15 патентов на изобретения, является автором около 53 научных работ, выступал на международных конференциях и симпозиумах. Под руководством Владимира Георгиевича Грибина в МЭИ было подготовлено и защищено 8 кандидатских диссертаций (Тищенко В. А. «Разработка и рекомендация методики определения параметров жидкой фазы влажно-парового потока в элементах проточных частей турбомашин» и др.). В. Г. Грибин в разное время являлся членом ученых советов МЭИ и ЭнМИ, председателем экспертного совета ВАК по энергетике, электрификации и энергетическому машиностроению, членом научно-методического совета по направлению «Энергетическое машиностроение», состоял в редколлегии журнала «Вестник МЭИ», участвовал в международной конференции «European turbomachinery conference».

## Труды
- Механика жидкости и газа : сборник задач : учебное пособие по курсам «Гидрогазодинамика», «Механика жидкости и газа» для студентов, обучающихся по направлениям «Энергомашиностроение», «Теплоэнергетика» / В. Г. Грибин, В. В. Нитусов ; М-во образования и науки Российской Федерации, Федеральное агентство по образованию, Московский энергетический ин-т (технический университет). Москва : Издат. дом МЭИ, 2009. ISBN 978-5-383-00216-2.
- Апробация расчетно-экспериментальной методики определения дисперсного состава жидкой фазы в полидисперсном двухфазном потоке // Радиоэлектроника, электротехника и энергетика: 19 международная науч.-техн. конф. студентов и аспирантов: Тез. докл. международной конф. Москва. 2013. Том 4. С. 200.
- Тищенко В. А., Грибин В. Г. Исследование динамики движения жидкой фазы за сопловой турбинной решеткой // Радиоэлектроника, электротехника и энергетика: 18 международная науч.-техн. конф. студентов и аспирантов: Тез. докладов международной конференции Москва. 2012. Том 4. С. 253—254.
- Тищенко В. А., Грибин В. Г., Тищенко А. А. Исследование взаимодействия жидкой фазы со скачками конденсации и уплотнения во влажнопаровых потоках // Радиоэлектроника, электротехника и энергетика: 17 международная науч.-техн. конф. студентов и аспирантов: Тез. докл. международной конф. Москва. 2011. Том 3. С. 253—254.